# Гончарі-Кожум'яки
Гончарі́-Кожум'я́ки (Гончари-Кожум'яки, Воздвиженка) — урочище в центрі Києва, мікрорайон з новою малоповерховою забудовою.

## Історія
Гончарі — історична місцевість. Розташована вздовж Гончарної вулиці. Відома з часів Київської Русі як поселення ремісників-гончарів (їхні цехи існували тут до початку XIX століття).
Кожум'яки — історична місцевість. Простягається вздовж вулиць Кожум'яцької, Воздвиженської (частини вулиці) і Дегтярної. Назва — від ремісників-кожум'як, які населяли її з часів Київської Русі. Увічнена в давній легенді про Микиту Кожум'яку, який урятував киян від загибелі, здобувши перемогу у двобої зі змієм-людожером (символ кочовиків — ворогів Русі).

## Сучасна забудова
З початку 2000-х років трест «Київміськбуд-1» імені М. П. Загороднього здійснює проєкт забудови місцевості три-, чотири- та п'ятиповерховими будинками та садибами, переважно житлового призначення. На території мікрорайону передбачається функціонування офісного центру, готелю, тренажерного залу, власної комунальної служби.

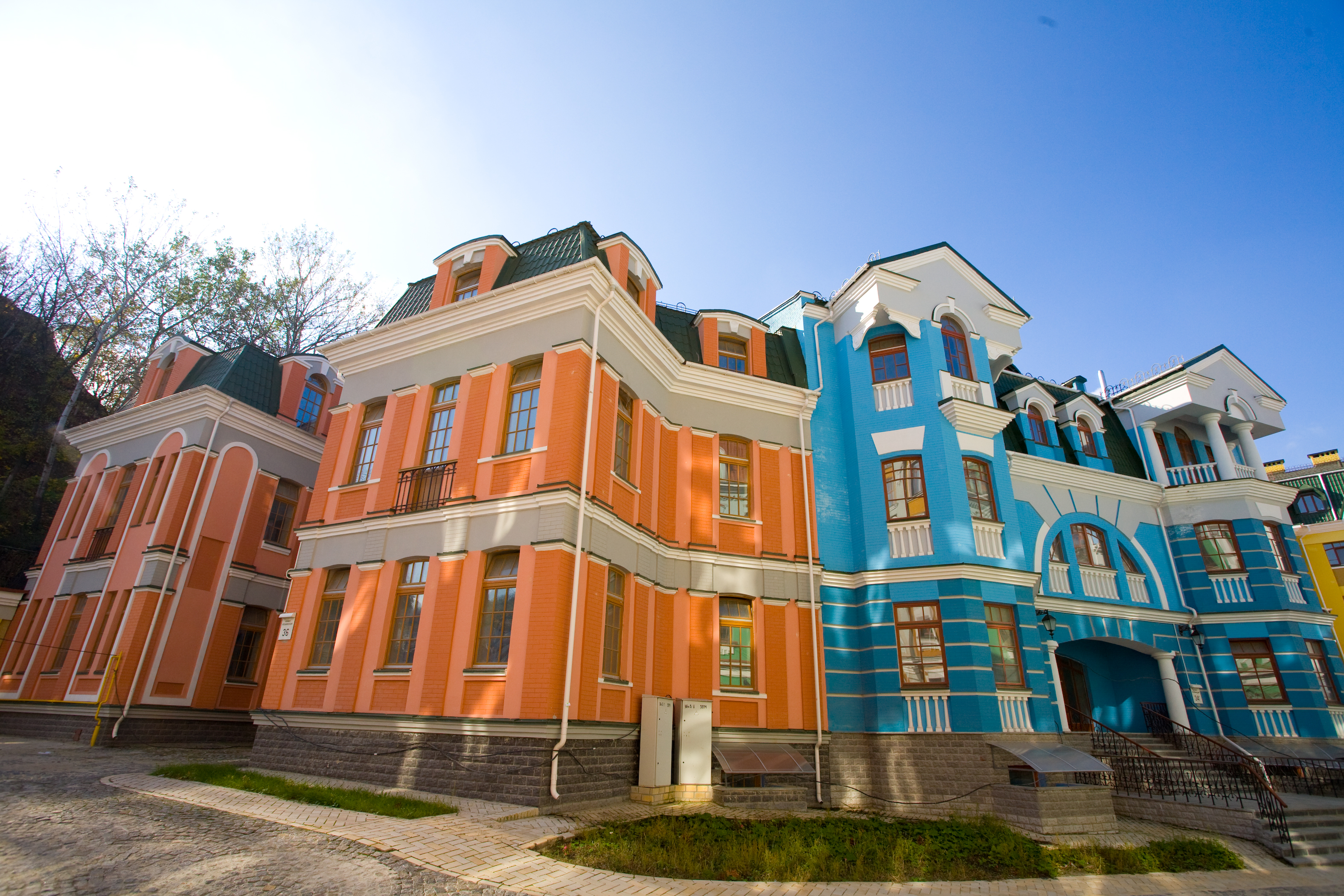
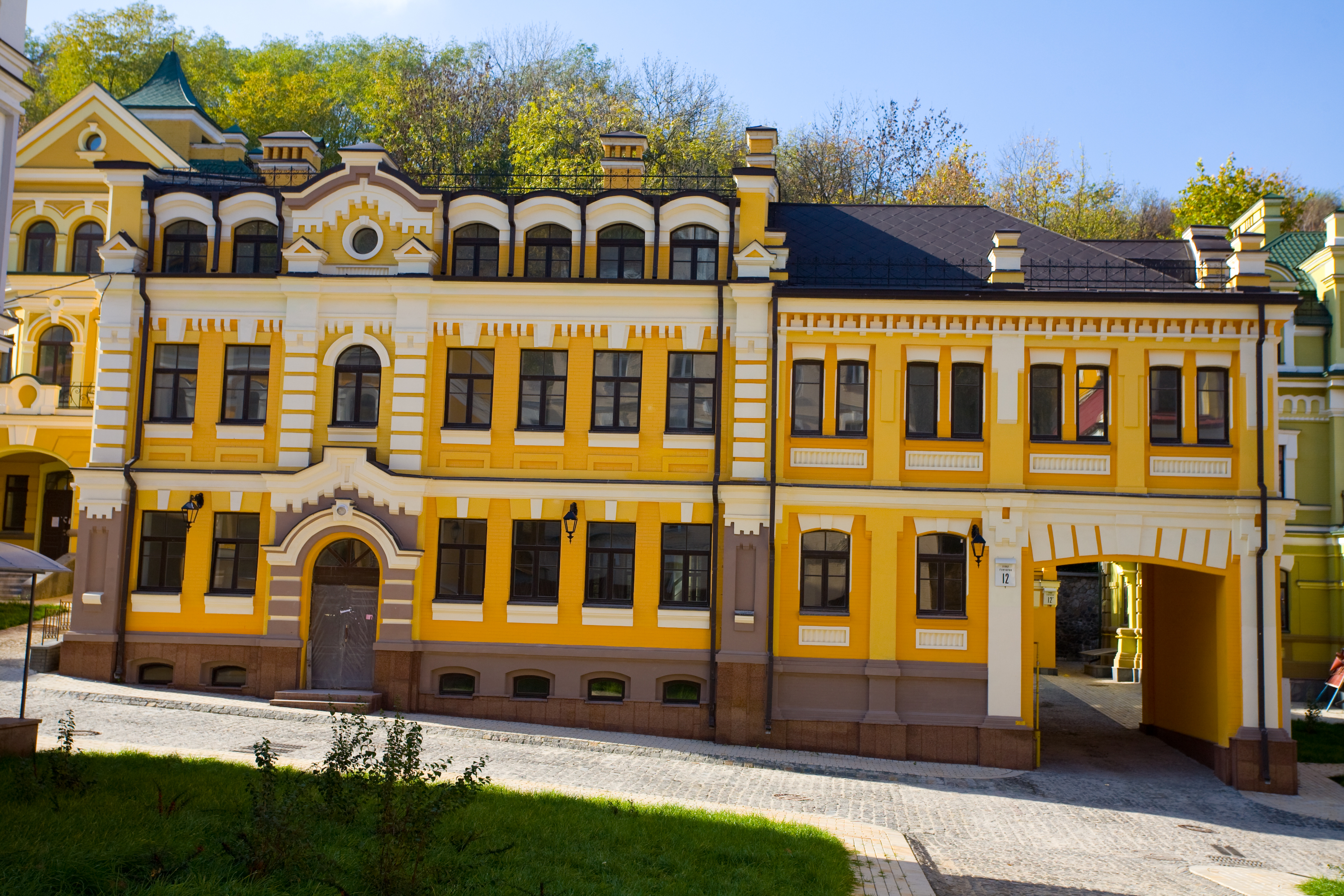
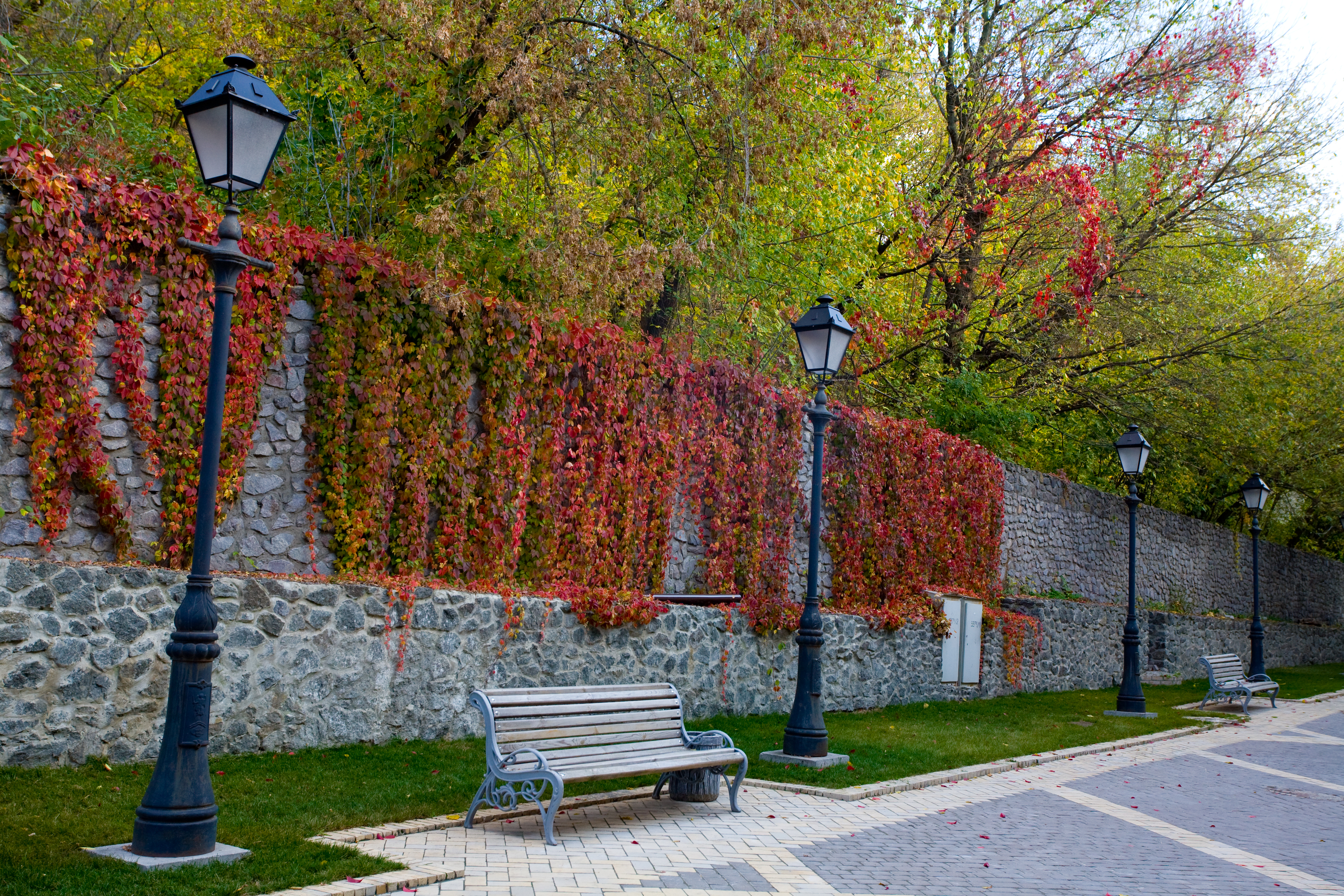